# 女警察署長・美佐子
女警察署長・美佐子（おんなけいさつしょちょう・みさこ）は2003年5月10日にテレビ朝日系の2時間ドラマ・土曜ワイド劇場枠で放送された2時間ドラマである。主演は浅野ゆう子。
正式なタイトルは『女警察署長・美佐子～最愛の夫が女子大生を露天風呂で殺した?!舟しか行けない秘湯大牧温泉、不倫心中の罠!』という。

## キャスト
赤木 美佐子 - 浅野ゆう子
東京･港南中央署の署長。FBIアカデミーで科学捜査を学び、40歳を前にして署長に昇進したキャリア組のエリート。隆行とは3年前に結婚している。愛車はシルバーのストリーム。
井高 修平 - 益岡徹
弁護士。美佐子の昔の恋人だった。自分の野心のために大物弁護士の娘と結婚するも、最近離婚する。隆行の会社の顧問弁護士の一人として、美佐子に接近する。
村田 和美 - 根本りつ子
美佐子の親友。家族はニューヨークに単身赴任中である銀行員の夫と、高校生になる娘がいる。
片山 松彦 - 永野典勝
隆行の部下。陽一郎の息子で将来は政治家への転身を考えている。
片山 陽一郎 - 山田明郷
富山選出の政治家で、法務大臣。息子の松彦を自らの後継にと考えている。
石川（刑事課長） - 望月太郎
北岡（刑事） - 伊藤正之
赤木 隆行 - 宇梶剛士
美佐子の夫。丸江商事で企画開発部課長を勤めていたが、ある日突然、疑惑を持たれたまま、遺体で発見されてしまう…。
野々山（副署長） - 山形恵介
関根 一幸 - 草見潤平
50歳、自称「ルポライター」。隆行の疑惑を追うも、遺体で発見される。
小野 真紀 - 楊原京子
赤木 周介 - 山本耕一
隆行の父。息子である隆行の死に対し、美佐子に申し訳なく思っている。
- 大塚麻恵
- 本間滋
- 城ミチル
- 清水一哉
- カリーム・バーカー
- シャロン・ギディオン
水口 高志（本部長） - 清水章吾
美佐子の上司であり、彼女を署長に抜擢した人物。それだけに彼女に厳しくあり、優しくもある。
中台（刑事） - 西岡徳馬
富山･井波中央署の刑事。少しでも事件の事で引っかかると無視できないタイプで、隆行の死の真相を単純には考えていない様子。

## スタッフ
- 監督 - 岡本弘
- 脚本 - 篠崎好
- 原作 - 広山義慶『上諏訪殺人ルート』
- 制作 - テレビ朝日、アオイスタジオ

## 主題歌
- ゴスペラーズ『北極星』

## その他
2009年5月に同じ土曜ワイド劇場で浅野ゆう子主演による『女警察署長』という作品がオンエアされているが、本作との関連はない別作品である。